# مقهيلوت
مقهيلوت (بالعبرية: מַקְהֵלֹת‏) هي واحدة من محطات بني إسرائيل في البرية أثناء التيه بعد خروجهم من مصر، ذُكرت في سفر العدد في العهد القديم أن بين حرادة وتاحت: ثُمَّ ارْتَحَلُوا مِنْ حَرَادَةَ وَنَزَلُوا فِي مَقْهَيْلُوتَ. ثُمَّ ارْتَحَلُوا مِنْ مَقْهَيْلُوتَ وَنَزَلُوا فِي تَاحَتَ. 
مقهيلوت اسم عبري معناه «مواضع»، وربما كانت كنتلة قرية أو «قنتلة قراية» أو عجرود.